# Ryan McMahon
Pour les articles homonymes, voir McMahon.
Ryan Patrick McMahon (né le 14 décembre 1994 à Yorba Linda, Californie, États-Unis) est un joueur de champ intérieur des Rockies du Colorado de la Ligue majeure de baseball.

## Carrière
Ryan McMahon est choisi au 2e tour de sélection du repêchage amateur de 2013 par les Rockies du Colorado. 
Dans les ligues mineures, où il débute professionnellement en 2013, McMahon évolue au départ uniquement au poste de joueur de troisième but, puis de plus en plus aux postes de premier but et deuxième but.
Il participe en juillet 2017 au match des étoiles du futur
Il fait ses débuts dans le baseball majeur avec les Rockies du Colorado le 12 août 2017.